# Саваслейка (авиабаза)
«Савасле́йка» — авиабаза в Нижегородской области, на которой дислоцирован филиал 4-го Государственного центра подготовки авиационного персонала и войсковых испытаний МО РФ (бывший 4-й Центр боевого применения и переучивания лётного состава ВВС России). Находится в 12 км северо-западнее города Кулебаки.
Была создана в 1953 году как центр подготовки авиационного персонала стран Варшавского договора. С 1959 года центр прекратил своё существование, так как в августе того же года там появились на испытаниях первые лётные экземпляры сверхсекретного реактивного истребителя Су-9 (носивших в то время обозначение Т-3). По состоянию на 2012 год здесь базируется эскадрилья самолётов МиГ-31 различных модификаций.

## Происшествия
19 февраля 1958 года неподалёку от аэродрома совершил аварийную посадку пассажирский самолёт Ту-104 (бортовой номер Л5414, один из первых серийных Ту-104), выполнявший тренировочный полёт по маршруту Новосибирск — Свердловск — Москва. При подлёте к московскому аэропорту Внуково экипаж сообщил о нехватке топлива для завершения полёта и запросил посадку на аэродроме Дягилево (Рязанская область). В сложных метеоусловиях экипаж потерял ориентировку и не смог выйти на приводную радиостанцию Дягилево. Самолёт был направлен на Саваслейку. При снижении запасы топлива исчерпались, двигатели остановились, и самолёт совершил аварийную посадку в лесном массиве, не долетев 1,5 километра до начала торца ВПП. В дальнейшем самолёт был восстановлен, перегнан в Москву и установлен на ВДНХ в качестве экспоната.
В 1973 году при выполнении фигур высшего пилотажа в зоне аэродрома погиб лётчик-инспектор полковник Надточиев на МиГ-23. Произошло разрушение поворотного механизма крыла изменяемой стреловидности с последующим взрывом на борту. 
30 сентября 1991 года потерпел катастрофу самолёт МиГ-31Б под управлением майора Шаповалова С. А. и лётчика-штурмана подполковника Субботина М. В., выполняя тренировочный полёт перед предстоящим показом авиационной техники. Согласно полетному заданию взлёт был произведён без закрылков. После отрыва и перевода самолёта в набор высоты на скорости 390—400 км/ч лётчик не учёл возросшую эффективность стабилизатора, «не прикрытого» закрылками, и привычным движением РУС (по темпу, по величине движения и усилиям) вывел самолёт на закритические углы атаки 20°, что привело к его сваливанию. Лётному происшествию также способствовала неудовлетворительная организация подготовки экипажа к специальному полёту со стороны командования. В результате самолёт столкнулся с землёй и разрушился. Катапультирование экипажа проведено решением штурмана на высоте 120—150 м на скорости 410—420 км/ч. Штурман невредим, командир экипажа погиб из-за недостатка высоты и большой скорости снижения. Катапультирование штурмана происходило примерно параллельно земле. При этом самолёт вращало по оси полёта. Катапультирование командира произошло головой вниз. Лётчик столкнулся на большой скорости с толстой берёзой (около 25—30 см в диаметре), которая от удара сломалась пополам, самолёт упал в 20—30 метрах.
30 октября 1991 года был потерян второй МиГ-31. При наборе высоты на форсаже произошёл пожар двигателей. Лётчики катапультировались. 
9 февраля 1993 года при полёте в СМУ Су-27УБ попал в снежный заряд, повлёкший отказ пилотажно-навигационного оборудования. При дальности прямой видимости не более 200—300 м и нижнем крае не более 50—100 м лётчики смогли найти аэродром и посадить самолёт с превышением посадочной скорости. Обрыв тормозного парашюта и гололёд привели к выкатыванию самолёта за полосу. Сработавший аварийный аэрофинишер был вырван из мест крепления, конус самолёта и шасси оторвало. Лётчики не пострадали и не катапультировались. Командир экипажа был снят с лётной работы. После длительных попыток восстановить самолёт, Су-27УБ (бортовой номер 40) был списан и установлен в музей авиации в гарнизоне Саваслейки.

### Во времявторжения России на Украину
14 августа 2024 года аэродром подвергся массированной атаке БПЛА.
9 июня 2025 года Генштаб ВСУ заявил о поражении на аэродроме двух самолетов.
Из-за участившихся атак беспилотников, с весны 2025 году в населённых пунктах рядом с «Саваслейкой» на регулярной основе блокировался мобильный интернет.